# Уолш, Каллум
Каллум Уолш (англ. Callum Walsh; 9 февраля 2001, Корк, Ирландия) — ирландский боксёр-профессионал.
Серебряный призёр (2019) чемпионата Ирландии среди любителей. Среди профессионалов действующий чемпион Американского континента по версии WBC Continental Americas (2024 — н.в) 1-м среднем весе, бывший чемпион США по версии WBC Silver в 1-м среднем весе (2023).
Лучшая позиция по рейтингу BoxRec — 15-я (апрель 2025) и является 1-м среди ирландских боксёров первой средней весовой категории, а по рейтингам основных международных боксёрских организаций занимает: 6-ю строку рейтинга WBC, 6-ю строку рейтинга IBF, 15-ю строку рейтинга WBO — входя в ТОП-15 лучших боксеров первой средней весовой категории мира.

## Любительская карьера
В апреле 2017 года стал серебряным призёром чемпионата Ирландии среди юниоров (2001 года рождения) в лёгком весе (до 60 кг).
В сентябре 2017 года стал чемпионом Европы среди юниоров в лёгком весе (до 60 кг).
В июле 2018 года стал чемпионом Ирландии среди юношей до 18 лет в 1-м полусреднем весе (до 64 кг).
В июле 2019 года стал серебряным призёром чемпионата Ирландии среди юношей до 18 лет в 1-м полусреднем весе (до 64 кг).

### Чемпионат Ирландии 2019
Выступал в полусредней весовой категории (до 69 кг). В четвертьфинале победил Люка Магуайра. В полуфинале победил Юджина Маккива. В финале проиграл Эйдану Уолшу.

## Профессиональная карьера
Тренируется у Фредди Роуча. Сотрудничает с промоутером Томом Лёффлером.
Дебютировал на профессиональном ринге 10 декабря 2021 года, победив нокаутом в 1-м раунде.
21 июня 2025 года в Санта-Инесе (Калифорния) в главном событии вечера встретился с опытным мексиканцем Элиасм Эспадасом (23-6-1, 16 КО). На кону боя стоял принадлежащий ирландцу титул WBC Continental Americas. Первый раунд прошел при с ощутимым преимуществом Уолша который был точней и имел территориальное превосходство. Во втором раунде произошло столкновение головами из-за чего у Уолша открылось серьезное рассечение. Между третьим и четвертым раундом он был осмотрен доктором. После 4-го раунда было принято решение остановить бой и считать судейские записки. Счёт на момент остановки:46-50, 46-50, 46-50 в пользу Уолша.

## Статистика боёв
В таблице перечислены результаты всех поединков боксёров.
В каждой строке указан результат поединка. Дополнительно номер поединка обозначен цветом, который обозначает итог поединка. Расшифровка обозначений и цветов представлена в нижеследующей таблице.
| Пример | Расшифровка                     |
| ------ | ------------------------------- |
|        | Победа                          |
|        | Ничья                           |
|        | Поражение                       |
|        | Планируемый поединок            |
|        | Поединок признан несостоявшимся |
| КО     | Нокаут                          |
| ТКО    | Технический нокаут              |
| PTS    | Решение судей (по очкам)        |
| UD     | Единогласное решение судей      |
| MD     | Решение большинства судей       |
| SD     | Раздельное решение судей        |
| RTD    | Отказ от продолжения боя        |
| DQ     | Дисквалификация                 |
| NC     | Поединок признан несостоявшимся |

| Бой | Дата             | Соперник                      | Место проведения                                       | Результат  | Примечание |
| --- | ---------------- | ----------------------------- | ------------------------------------------------------ | ---------- | --- |
| 14  | 21 июня 2025     | Элиас Эспадас (23-6-1)        | Chumash Casino, Санта-Инес, Калифорния, США            | TD 5 (10)  | Защитил титул WBC Continental Americas в 1-м среднем весе (4-я защита Уолша). Счёт: 50-46 (все).                                                   |
| 13  | 16 марта 2025    | Дин Сатерленд (19-1)          | Мэдисон-сквер-гарден, Нью-Йорк, штат Нью-Йорк, США     | KO 1 (10)  | Защитил титул WBC Continental Americas в 1-м среднем весе (3-я защита Уолша).                                                                      |
| 12  | 20 сентября 2024 | Пшемыслав Руновский (22-2-1)  | 3Arena, Дублин, Ирландия                               | KO 2 (10)  | Защитил титул WBC Continental Americas в 1-м среднем весе (2-я защита Уолша). Руновский в нокдауне во 2-м раунде.                                  |
| 11  | 7 июня 2024      | Карлос Ортис Сервантес (14-5) | Chumash Casino, Санта-Инес, Калифорния, США            | KO 2 (10)  | Защитил титул WBC Continental Americas в 1-м среднем весе (1-я защита Уолша). Сервантес в нокдауне один раз в 1-м раунде и два раза во 2-м раунде. |
| 10  | 15 марта 2024    | Даурен Елеусинов (11-3-1)     | Мэдисон-сквер-гарден, Нью-Йорк, штат Нью-Йорк, США     | TKO 9 (10) | Завоевал титул WBC Continental Americas в 1-м среднем весе.                                                                                        |
| 9   | 9 ноября 2023    | Исмаэль Вильярреал (13-1)     | Мэдисон-сквер-гарден, Нью-Йорк, штат Нью-Йорк, США     | UD 10      | |
| 8   | 26 августа 2023  | Хуан Хосе Веласко (24-4)      | Commerce Casino, Коммерс, Калифорния, США              | RTD 4 (10) | Защитил титул WBC USA Silver в 1-м среднем весе (1-я защита Уолша).                                                                                |
| 7   | 9 июня 2023      | Карсон Джонс (43-15-3)        | Commerce Casino, Коммерс, Калифорния, США              | KO 3 (10)  | Завоевал титул WBC USA Silver в 1-м среднем весе.                                                                                                  |
| 6   | 16 марта 2023    | Уэсли Такер (15-4)            | Agganis Arena, Бостон, Массачусетс, США                | TKO2 (10)  | |
| 5   | 3 ноября 2022    | Делен Парсли (13-1)           | Quiet Cannon Country Club, Монтебелло, Калифорния, США | KO 3 (8)   | Парсли в нокдауне в 1-м, 2-м и 3-м раундах. |
| 4   | 4 августа 2022   | Бенджамин Уитакер (15-8)      | Quiet Cannon Country Club, Монтебелло, Калифорния, США | UD 6       | Уитакер в нокдауне во 2-м раунде. Счёт: 60-53 (все).                                                                                               |
| 3   | 12 мая 2022      | Луис Гарсия (3-0)             | Quiet Cannon Country Club, Монтебелло, Калифорния, США | KO1 (6)    | |
| 2   | 17 марта 2022    | Гаэль Ибарра (5-6)            | Quiet Cannon Country Club, Монтебелло, Калифорния, США | KO 1 (4)   | |
| 1   | 10 декабря 2021  | Эрл Генри (0-4-1)             | Quiet Cannon Country Club, Монтебелло, Калифорния, США | KO 1 (4)   | |
| Бой | Дата             | Соперник                      | Место проведения                                       | Результат  | Примечание |

## Титулы и достижения

### Любительские
- 2017  Серебряный призёр чемпионата Ирландии среди юниоров в лёгком весе (до 60 кг).
- 2017  Чемпион Европы среди юниоров в лёгком весе (до 60 кг).
- 2018  Чемпион Ирландии среди юношей до 18 лет в 1-м полусреднем весе (до 64 кг).
- 2019  Серебряный призёр чемпионата Ирландии среди юношей до 18 лет в 1-м полусреднем весе (до 64 кг).
- 2019  Серебряный призёр чемпионата Ирландии в полусреднем весе (до 69 кг).

### Профессиональные
- Титул WBC USA Silver в 1-м среднем весе (2023—н. в.).
- Титул WBC Continental Americas в 1-м среднем весе (2024—н. в.).